# Malka
Malka (en rus: Малка) és un poble de Kabardino-Balkària, a Rússia, que el 2019 tenia 6.902 habitants. Pertany al districte rural de Zalukókoaje.